# Dolby Digital Plus

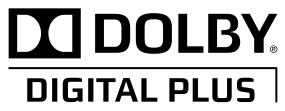
Fig.1 Lodo del sistema Dolby Digital Plus

El sistema Dolby Digital Plus, també conegut per les sigles DD+, AC3+ o E-AC-3 (aquesta última llegida com Enhanced AC-3) és un esquema de compressió d'àudio digital desenvolupat pels laboratoris Dolby amb la idea de donar suport a les necessitats de l'àudio que requereix la televisió d'alta definició (HDTV) i els nous formats digitals HD DVD i Blu-ray
Consisteix en una millora presentada en 2004 del sistema Dolby Digital (aquest últim també denominat AC-3) que suporta taxes de bits entre 0,032 i 6,144 Mbps i fins a 13.1 canals de so envolupant (surround) enfront dels anteriors rangs entre 0,032 i 0,640 Mbps i fins a 5.1 canals.
L'increment de prestacions s'ha realitzat a costa de perdre part de la compatibilitat cap arrere atès que els decodificadors d'AC-3 no són capaços de reconèixer el senyal I-AC-3 encara que el contrari sí és cert. Per a habilitar la planta d'equips existents s'ha previst un "E-AC3/AC3 to AC-3 Converter/Decoder" que permet transformar el senyal de HDTV i HD DVD/Blu-ray en l'antic AC-3 que reconeixen els equips de so 5.1 més habituals. Aquest convertidor ha d'implementar-se en els decodificadors o "set top boxes" a col·locar entre els equips moderns i els antics.